# Hohberghorn
O Hohberghorn é uma montanha dos Alpes valaisanos, na Suíça, que culmina a 4219 m de altitude, pelo que faz parte dos 4000 dos Alpes.
Foi subido pela primeira vez em Agosto de 1869 por R. B. Heathcote, Franz Biner, Peter Perren e Peter Taugwalder.